# 杜拜碼頭

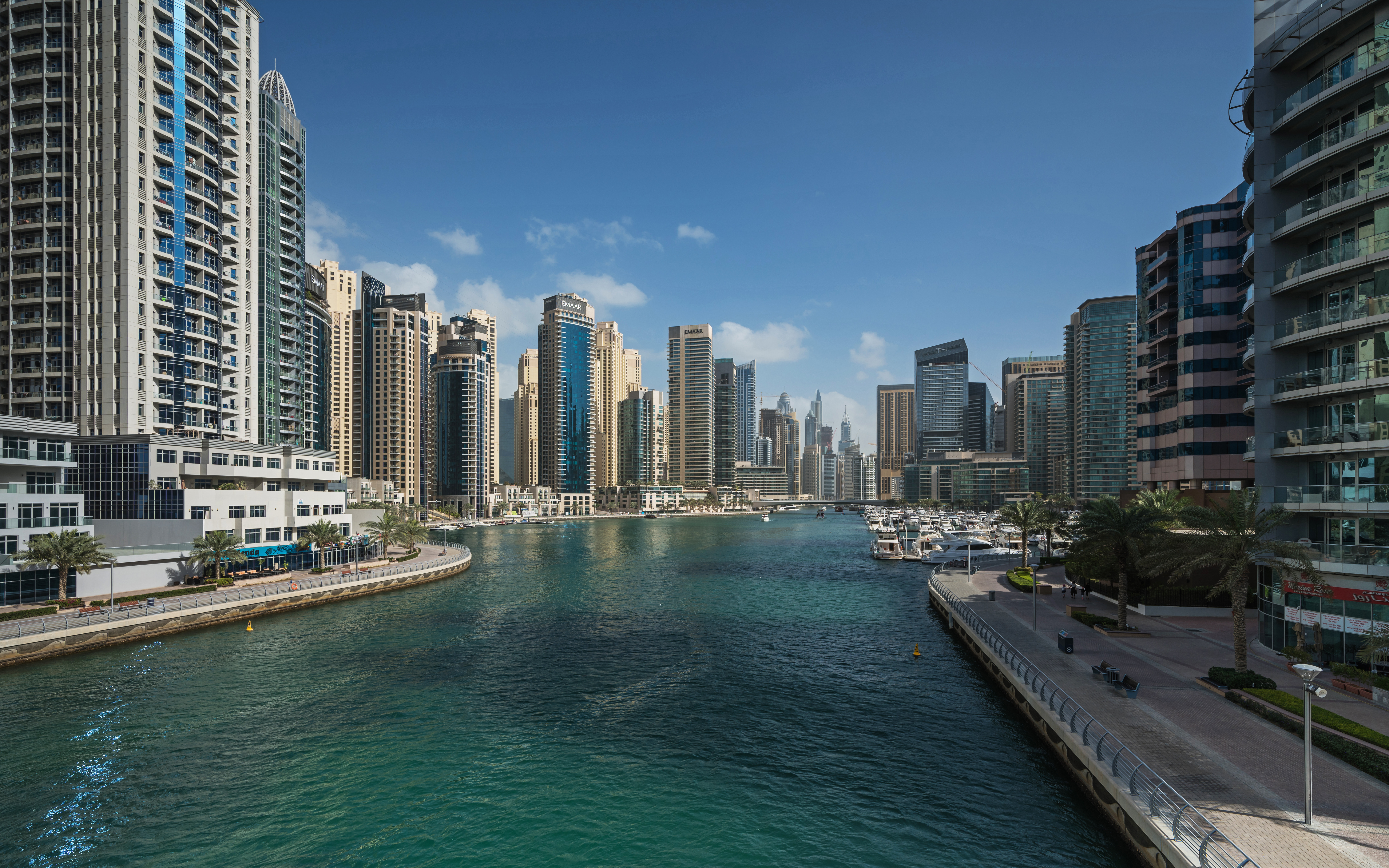
杜拜碼頭

杜拜碼頭（阿拉伯语：‎，Dubai Marina）是阿拉伯聯合大公國杜拜的一個社區，位於波斯灣沿岸，面積4.9平方公里。許多杜拜的摩天大樓皆位於杜拜碼頭，包含瑪麗娜101、瑪麗娜23大廈以及火炬大廈等。2018年人口為55052人。

## 外部連結
- 官方网站